# Diocesi di Sidone
La diocesi di Sidone (in latino Dioecesis Sidoniensis) è una sede soppressa e sede titolare della Chiesa cattolica.

## Storia
Sidone, corrispondente alla città di Ṣāīdā nell'odierno Libano, è un'antica sede vescovile della provincia romana della Fenicia Prima nella diocesi civile d'Oriente. Faceva parte del patriarcato di Antiochia ed era suffraganea dell'arcidiocesi di Tiro, come attestato da una Notitia episcopatuum del VI secolo.
Sidone fu sede di una delle più antiche comunità cristiane, risalente agli albori del cristianesimo. Secondo la testimonianza di Luca (6,17), alla predicazione di Gesù erano presenti anche dei fedeli provenienti dal litorale di Tiro e di Sidone; e lo stesso Gesù si recò nella regione di Tiro e Sidone per operare dei miracoli (Marco 7,24-31). Ben presto si formò a Sidone una comunità cristiana, che venne visitata da san Paolo (Atti degli Apostoli 27,3) nel suo ultimo viaggio verso Roma; secondo una pseudo-epistola di Clemente romano, san Paolo avrebbe consacrato il primo vescovo di Sidone.
Michel Le Quien attribuisce a questa antica diocesi otto vescovi. Il primo è san Zenobio, che subì il martirio all'epoca dell'imperatore Diocleziano; il martirologio romano (29 ottobre) tuttavia lo ricorda come presbitero e non come vescovo. Teodoro prese parte al primo concilio di Nicea nel 325. La storico Filostorgio ricorda sempre nel 325 un vescovo ariano di nome Amfione. Paolo I prese parte al primo concilio ecumenico di Costantinopoli nel 381. Damiano prese parte al concilio indetto ad Antiochia del 445 per giudicare l'operato di Atanasio di Perre ed intervenne al concilio di Calcedonia nel 451; questo vescovo era in corrispondenza con Teodoreto di Ciro. Megas sottoscrisse nel 458 la lettera dei vescovi della Fenicia Prima all'imperatore Leone dopo la morte di Proterio di Alessandria. Andrea prese parte al concilio provinciale, presieduto dal metropolita Epifanio di Tiro il 16 settembre 518, contro Severo di Antiochia e il partito monofisita, e ne sottoscrisse la lettera sinodale. Infine il vescovo Paolo II, che visse i primi anni dell'occupazione araba di Sidone e fu autore di opere a favore della religione cristiana.
In epoca crociata, fu sede di una diocesi di rito latino, suffraganea dell'arcidiocesi latina di Tiro e sottomessa al patriarcato di Gerusalemme.
Dal XIV secolo Sidone è annoverata tra le sedi vescovili titolari della Chiesa cattolica; la sede è vacante dal 2 settembre 1999.

## Cronotassi

### Vescovi greci
- San Zenobio ? † (all'epoca di Diocleziano)
- Teodoro † (menzionato nel 325)
  - Amfione † (menzionato nel 325) (vescovo ariano)
- Paolo I † (menzionato nel 381)
- Damiano † (prima del 445 - dopo il 451)
- Megas † (menzionato nel 458)
- Andrea † (menzionato nel 518)
- Paolo II †

### Vescovi latini
- Bernardo † (prima di gennaio 1131 - circa 1153 deceduto)
- Amalrico, O.Praem. † (menzionato nel 1155)
- Odo I † (2 maggio 1176 - ?)
- Rainaldo † (menzionato nel 1181)
- Odo II † (prima del 1187 - dopo il 1190)[7]
- Terrico † (1204 - ?)
- Radolfo † (prima del 1212 - circa 1214 nominato patriarca di Gerusalemme)
- Anonimo † (1237 - ?)
- G. † (menzionato nel 1244)[8]
- Pietro † (5 ottobre 1247 - ?)
- Giovanni, O.P. † (prima del 1263 - 17 settembre 1267 nominato arcivescovo di Tiro)
- Adam de Romery † (1274 - 17 gennaio 1298 deceduto)

### Vescovi titolari
- Rostang de Candole, O.P. † (1305 - 14 settembre 1307 nominato vescovo di Lepanto)
- Gil † (? - 28 febbraio 1368 nominato vescovo di Coria)
- Giovanni de Baciaco, O.F.M. † (7 novembre 1373 - 15 luglio 1389 nominato vescovo di Dolia)
- Giovanni di Formentaria, O.E.S.A. † (? - ?)[9]
- Francesco de Marginibus, O.P. † (8 ottobre 1389 - 18 agosto 1390 nominato vescovo di Civita)
- Gregorio † (30 aprile 1389 - ?)
- Jacques † (? deceduto)
- Enrico di Nussia, O.P. † (10 aprile 1391 - ?)
- Pietro † (? deceduto)
- Benedetto di Cinquechiese, O.E.S.A. † (29 novembre 1395 - ?)
- Nicola, O.F.M. † (26 ottobre 1414 - ?)
- Giovanni Adamo, O.E.S.A. † (3 luglio 1419 - ?)
- Antonio † (10 aprile 1448 - ?)
- Ludovico de Valleoleti, O.F.M. † (2 settembre 1448 - ?)
- Albert Katschen, O.P. † (20 giugno 1455 - ?)
- Domenico de Ponte † (9 agosto 1476 - ?)
- Robert Cornegrue † (4 maggio 1478 - ?)
- Luis, O.S.B. † (15 marzo 1497 - ?)
- Johannes Bonemilch † (4 dicembre 1497 - 17 ottobre 1510 deceduto)
- Filippo di Villanova † (27 febbraio 1499 - ?)
- Pietro Giberti † (8 ottobre 1503 - ?)
- Thomas de Welleis, C.R.S.A. † (18 aprile 1505 - ?)
- Oliverio Prestoris † (1506 - ?)
- Ligorio de Liguori † (9 giugno 1510 - ?)
- Luis Méndez, O.S.B. † (1º settembre 1513 - 1529 deceduto)
- John Pynnock, C.R.S.A. † (10 novembre 1518 - ?)
- Cipriano † (1523 - ?)
- Thomas Chetham, C.R.S.A. † (19 gennaio 1526 - ?)
- Christopher Lord, O.Praem. † (27 agosto 1533 - ?)
- Alessandro Argoli † (? - 13 novembre 1534 nominato vescovo di Terracina)
- Antonio, O.Cist. † (13 novembre 1534 - ?)
- Jean Batiau † (21 giugno 1535 - ?)
- Michael Helding † (6 febbraio 1538 - 16 aprile 1550 confermato vescovo di Merseburg)
- Nicolas Dumeguin † (11 maggio 1543 - ?)
- Georg Neumann † (4 luglio 1550 - 3 febbraio 1551 deceduto)[10]
- Ercole Sacrati † (13 giugno 1561 - 8 ottobre 1563 nominato vescovo di Comacchio)
- Alfonso Merchante de Valeria † (15 ottobre 1563 - ?)
- Attilio Serrano † (9 gennaio 1579 - prima del 20 luglio 1582 deceduto)
- Leonardo Abela † (20 luglio 1582 - 2 maggio 1605 deceduto)
- Alonso Enríquez de Toledo y Armendáriz, O. de M. † (27 giugno 1605 - 30 agosto 1610 nominato vescovo di Santiago di Cuba)
- Juan de Avellaneda Manrique † (30 maggio 1611 - ?)
- Diego Pereda, O.S.Iacobi † (7 maggio 1621 - 1634 deceduto)
- Pierre Habert † (2 maggio 1622 - 1627 succeduto vescovo di Cahors)
- Domenico Rota, O.Carm. † (21 agosto 1628 - 14 maggio 1630 deceduto)
- Giovanni Battista Scanaroli (Scannaroli) † (15 luglio 1630 - 10 settembre 1664 deceduto)
- Francesco Ravizza † (19 marzo 1667 - 22 maggio 1675 deceduto)
- Gilbert-Gaspard de Montmorin de Saint-Hérem de La Chassaigne † (20 gennaio 1723 - 7 novembre 1723 succeduto vescovo di Aire)
- Giovanni Battista Badoer † (11 settembre 1769 - ? deceduto)
- Giacomo Francone † (26 settembre 1785 - ? deceduto)
- Nicola Abrate † (27 gennaio 1842 - 21 febbraio 1849 deceduto)[11]
- Camillo Monteforte † (20 aprile 1849 - 10 febbraio 1875 deceduto)
- Odon Thibaudier † (15 marzo 1875 - 26 giugno 1876 nominato vescovo di Soissons)
- Pierre-Hector Coullié † (29 settembre 1876 - 11 ottobre 1878 succeduto vescovo di Orléans)
- Giuseppe Ingami † (27 febbraio 1880 - 10 novembre 1884 nominato vescovo di Orvieto)
- Vito Antonio Fioni † (1º giugno 1891 - 17 gennaio 1916 deceduto)
- Giuseppe d'Alessio † (25 dicembre 1916 - 17 agosto 1945 deceduto)
- Danio Bolognini † (18 giugno 1946 - 25 novembre 1952 nominato vescovo di Cremona)
- Ambrose Rayappan † (8 gennaio 1953 - 7 agosto 1953 nominato arcivescovo coadiutore di Pondicherry e Cuddalore e arcivescovo titolare di Selimbria)
- Romolo Carboni † (28 settembre 1953 - 2 settembre 1999 deceduto)